# 東京北部小包集中局
東京北部小包集中局（とうきょうほくぶこづつみしゅうちゅうきょく）とは、東京都台東区清川にかつて存在した郵便局の一種である。

## 概要
1960年代以降、東京地区の郵便物の激増に伴い、小包郵便物を効率よく専門に処理する集中局として設置された。
敷地面積：10,210.61平方メートル
建物：地上7階、地下1階（昭和42年竣工）延床面積　25,422.61平方メートル

## 沿革
- 1967年（昭和42年）10月2日 - 郵便物増加によって逼塞する東京中央郵便局から小包分配・差立事務の一部を移管、台東区清川に東京北部小包集中局を設置。
- 1990年（平成2年）8月6日 - 江東区新砂に東京小包郵便局の設置に伴い、廃局。

- 現在は建物をそのまま再利用し、以下施設となっている
  - 台東清掃事務所清川清掃車庫（地下1階、1階）
  - 台東区防災備蓄倉庫（1階）
  - 台東区清川自転車保管所（1階、2階、3階）

- また敷地内は、観光バス駐車場、災害用重機置場および玉姫保育園・玉姫児童館などが整備されている。

## 取扱内容
- 東京都区及び島嶼内各局引受の東日本（郵便番号の上2桁が18～40、94～09）及び東京都内（自配及び自行政区あてを除く）あて非速達小包の集中差立事務。
- 東日本から東京都にあてる非速達小包の分配事務。

## 風景印
風景印（風景入通信日付印）が配備されていた。現在は廃止。

### 過去の風景印
- 形は円形の普通印である。
- 図案は『白鬚橋』・『隅田川の花火』・『ディーゼル機関車』・『小包輸送車』
- 使用期間は1982年（昭和57年）6月1日 - 1990年（平成2年）8月5日

廃局に伴い廃止。